# Joël Matip
Joël Job Matip (Bochum, 8 de agosto de 1991) é um ex-futebolista camaronês nascido na Alemanha que atuava como zagueiro.
Seu pai é africano, nascido nos Camarões, e sua mãe é alemã, nascida em Bochum.

## Carreira

### Schalke 04
Matip chegou ao Schalke em 2000. Fez sua estreia na Bundesliga no dia 7 de novembro de 2009, contra o Bayern de Munique, no qual marcou o gol de empate e foi posteriormente nomeado o homem da partida. Pelo clube alemão, atuou em 258 partidas, marcando 23 gols.

### Liverpool
No dia 15 de fevereiro de 2016, Matip anunciou a assinatura de um contrato de pré-contrato de quatro anos para se juntar ao Liverpool em uma transferência gratuita, após o término de seu contrato com o Schalke 04.
Já no dia 1 de julho de 2016, Matip tornou-se oficialmente um jogador dos Reds, passando a vestir a camisa 32.

## Aposentadoria
Joel Matip aposentou-se em 12 de outubro de 2024, aos 33 anos. Ao longo da carreira, Matip defendeu apenas dois clubes. Cria do Schalke 04, ele atuou pelo clube alemão por sete temporadas até chegar ao Liverpool em 2016. Pelos Reds, ele se transformou em um dos grandes nomes do time, conquistando sete títulos, dentre os mais importantes uma UEFA Champions League e uma Premier League.

## Seleção Nacional
Fez seu primeiro gol pela Seleção Camaronesa na Copa do Mundo de 2014, num jogo contra o Brasil. Ele representou o elenco da Seleção Camaronesa no Campeonato Africano das Nações de 2010 e disputou também a Copa do Mundo FIFA de 2010.

## Títulos
Schalke 04
- Copa da Alemanha: 2010–11
- Supercopa da Alemanha: 2011

Liverpool
- Liga dos Campeões da UEFA: 2018–19
- Supercopa da UEFA: 2019
- Campeonato Inglês: 2019–20
- Copa da Liga Inglesa: 2021–22 e 2023–24
- Copa da Inglaterra: 2021–22
- Supercopa da Inglaterra: 2022